# Букварь южнорусскій
«Букварь южнорусский» — букварь, составленный Тарасом Шевченко и изданный за его счёт в 1861 году для начального обучения грамоте взрослых украинцев родному языку в бесплатных воскресных школах. 
Букварь содержит азбуку печатных и рукописных букв, традиционные тексты для чтения по слогам, поэтические перепевы отдельных Псалмов Давыдовых, пять ежедневных молитв, цифры и таблицу умножения до 100. Вторую половину книги занимают думы об Алеше Поповиче, про Марусю Богуславку, а также 13 народных пословиц.
«Букварь южнорусский» имеет следующие разделы: азбука, слоги, цифры, счёт, текстовый материал, на котором учатся читать. Его справедливо можно считать новаторским, потому что он значительно отличается от букварей того времени (Шейковского, Гатцука, Золотова), которые нацеливали детей на изучение непонятных слогов, названий, букв, и поощряет учеников к сознательному чтению, осмыслению прочитанного. Букварь содержал фольклорные произведения: поговорки и пословицы, народные думы, на которых Т. Г. Шевченко стремился формировать юные души будущих образованных соотечественников.
Основную часть тиража Шевченко послал своим приятелям для продажи в Малорусские губернии ученикам воскресных школ Киева, Полтавы, Чернигова и других городов.